# Letecký útok na Plzeň 23. října 1944
Letecký útok na Plzeň 23. října 1944 byla operace amerických vzdušných sil (USAAF) na podzim 1944, v průběhu druhé světové války. Při naplánovaném denním náletu bombardérů USAAF na západočeské město Plzeň měly být především poškozeny Škodovy závody. Nepříznivé povětrnostní podmínky však bombardování Plzně zcela znemožnily. 

## Pozadí
Plzeňské Škodovy závody, od začátku okupace součást koncernu strojíren Reichswerke Hermann Göring, byly pro nacistické Německo velmi důležité, neboť byly jednou z největších zbrojních továren v Evropě. Škodovka, velká strojírna, významný výrobce zbraní a lokomotiv, se stala cílem spojeneckých vzdušných útoků. Podle představ spojenců mělo její zničení omezit možnost Německa pokračovat ve válce, tedy válku zkrátit a ušetřit mnoho lidských životů. Situace na podzim 1944 nebyla pro Třetí říši jednoduchá: musela odrážet postupující Rudou armádu, přes Itálii se od jihu přibližovaly americké a britské jednotky a po letním vylodění v Normandii se otevřela západní fronta. Výkon zbrojního průmyslu byl za těchto okolností pro německé velení důležitý a Albert Speer dokázal zvedat jeho produkci.

## Předchozí útoky
Britské Královské letectvo (RAF) se na Škodovku snažilo útočit od roku 1940. Poloha továrny hluboko v nepřátelském týlu, na hranici doletu bombardovacích letadel, značně omezovala možnosti útoků. Úspěch nočních náletů komplikovala i náročná navigace, přelet rozsáhlého nepřátelského území, neznalost terénu české krajiny a německá protivzdušná obrana. Při nočním náletu 14. května 1943, kdy byla poškozena továrna i civilní cíle včetně vsi Radčice, se Královské letectvo nad Plzní objevilo na dlouho naposledy. První americký nálet 22. února 1944 v rámci operace Argument neměl valný výsledek, podzimní nálet 16. října 1944 továrnu citelně poškodil.

## Letecký útok
15. letecká armáda USAAF vyslala z jihoitalských základen svaz o síle přibližně 500 bombardérů B-17 Flying Fortress a B-24 Liberator na cíle v bývalém Československu, Německu a v severní Itálii. Vedle plzeňské Škodovky mířila letadla do Bavorska na seřaďovací nádraží v Rosenheimu, na výrobce leteckých motorů v Mnichově, výrobce dieselových motorů v Augsburgu, sklad pohonných hmot v Řezně a dále na průmyslovou oblast v saském Plavnu. Svaz letící nad Německo a Protektorát doprovázely stíhací letouny. V Itálii byly cíli seřaďovací nádraží, důležité mosty a železniční tratě.
Nad Plzní se bombardovací svaz setkal s nepříznivým počasím, které neumožnilo zaútočit, a ve městě tak nespadla jediná bomba.

## Náhradní cíle
Letci museli pro bombardování zvolit náhradní cíle: zatímco pro chemické závody u severočeského Záluží šlo o další z mnoha náletů, pro město Cheb byl říjnový nálet prvním velkým útokem. Na město dopadlo 179 výbušných a 152 zápalných pum, poškozen byl železniční viadukt přes Ohři, městská elektrárna a plynárna s okolím a zničeno bylo 120 bytů. Zemřelo 53 osob, 64 bylo zraněných a 7 se pohřešovalo.